# Krešimir III.

Krešimir III, hrvaški kralj iz rodu Trpimirovićev, skupaj z bratom Gojslavom vladal  od leta 1000 do okrog 1020, nato pa sam do okrog leta 1030. *?, † ?. 

## Življenje
Čeprav je bil Krešimirjev starejši brat Svetoslav Suronja pred očetov sovladar, sta se po očetovi smrti brata Gojslav in Krešimir III. uprla vladavini Svetoslava Suronje in na Hrvaškem je prišlo do državljanske vojne. To je v temeljih spremenilo dotedanja razmerja moči. Krešimir III. in Gojslav sta verjetno za pomoč prosila bolgarsko-makedonskega carja Samuela.  Samuel je leta 998 prodrl na sever, zavzel Dukljo, zaustavil  Benečane ter oplenil bizantinsko obalo vse do Zadra, nato pa so se Samuelovi vojaki utrdili na travunijsko-hrvaški in na bosansko-hrvaški meji. V takšnih razmerah se je oslabljeni kralj Svetoslav povezal z beneškim dožem Orseolom II. in na beneški dvor za talca poslal svojega sina Štefana. Dož je v vojni 999/1000 lahko povečal svoj vpliv v Dalmaciji, saj so se mu dalmatinska mesta večinoma prostovoljno predajala.  Benečani so  dalmatinskim mestom prepovedali plačevati davke Hrvatom, vendar pa je bila njihova nadoblast le kratkotrajna.
Krešimir in Gojslav sta okrog leta 1000 zmagala nad Svetoslavom in prevzela oblast. Vladala sta na ozemlju, ki obsega velik del današnje Dalmacije in tudi del današnje Bosne in Hercegovine.  Gojslav in Krešimir III. sta nasprotovala Benečanom in Bizantincem in se oslanjala na bolgarsko-makedonskega carja Samuela. Pridobila sta si nekatera dalmatinska mesta, toda leta 1018 je dož Oton Orseolo Hrvate premagal in zavzel mesta in otoke. Ko pa je bizantinski vladar Bazilij II. istega leta dokončno uničil Samuelovo državo, sta morala Gojslav in Krešimir priznati bizantinsko nadoblast. Bazilij II. je hrvaškima vladarjema pustil precej avtonomije, podelil jima je tudi naziv patricija.
Okrog leta 1020 je Krešimir III. zavladal sam. pritiski iz tujine so ob koncu Krešimirjevega življenja popustili. Leta 1026 je umrl bizantinski cesar Bazilij II., leto kasneje pa je bila vplivna doževska rodbina Orseolov pregnani iz Benetk. Hrvati so ob padcu Orseolov obnovili napade na obalna mesta, vendar so posredovali Bizantinci, Krešimirja premagali in dalmatinska obalna mesta so prešla izpod beneške pod bizantinsko nadoblast. Toda v času Krešimirja III. in Štefana I. je v dalmatinskih mestih poleg Romanov že živelo veliko Hrvatov, gospodarsko pa so bila mesta naslonjena na hrvaško zaledje. Čeprav so mesta priznavala bizantinsko nadoblast, so se za dejanski nadzor še naprej trudili tudi Hrvati. V boju za nadvlado nad Splitom in Trogirjem je bil verjetno uspešen že Krešimir III. ali pa vsaj njegov sin Štefan I.